# Йохан фон Ринек
Йохан фон Ринек (на немски: Johan von Rieneck; † 1365) е граф на Графство Ринек.

## Произход
Той е вторият син на граф Хайнрих II фон Ринек († 1343) и съпругата му Аделхайд фон Цигенхайн († 1322), дъщеря на граф Готфрид VI фон Цигенхайн († 1304) и Матилда фон Хесен († 1332), дъщеря на ландграф Хайнрих I фон Хесен (1244 – 1308). Брат е на Герхард VI († 1344).

## Фамилия
Йохан фон Ринек се жени пр. 23 юли 1344 г. за Хайлвиг фон Изенбург-Бюдинген (* ок. 1320; † 1367), дъщеря на Лотар фон Изенбург-Бюдинген († 1340/1341) и Изенгард фон Фалкенщайн-Мюнценберг († сл. 1326). Те имат децата:
- Лутер фон Ринек († пр. 1358), женен за Елизабет фон Ринек († 30 април 1361)
- Лудвиг XI фон Ринек († 29 март 1408), граф на Ринек, женен I. пр. 22 юни 1358 г. за Елизабет фон Ринек († 30 април 1361), вдовицата на брат му Лутер, II. на 19 юни 1365 г. за Кунигунда фон Спонхайм-Боланден († март 1400), III. сл. март 1400 г. за Агнес фон Шварцбург († сл. 16 октомври 1435)[3]